# Edward Moore
Pour les articles homonymes, voir Edward Moore (homonymie) et Moore.
Edward Moore est un écrivain, dramaturge et journaliste britannique né le 22 mars 1712 à Abingdon-on-Thames et mort le 1er mars 1757 à Lambeth.

## Biographie
Edward Moore a été éduqué par George Lillo. Il a écrit de nombreuses œuvres théâtrales dont Gil Blas (1751).
The Gamester (Le Joueur, 1753) porte sur la morale et sur le côté négatif des passions, écrits sur un ton simple et considéré par ses contemporains comme un peu grossier, mais qui connut par la suite un grand succès. Son œuvre se rattache au mouvement du drame bourgeois qui se diffusa à cette époque dans toute l'Europe. Le thème et ce rattachement au drame bourgeois explique que Denis Diderot donnera une traduction de l'ouvrage en français en 1760.
Il publia aussi un journal hebdomadaire, The World (Le Monde), de 1753 à 1756, inspiré du journal The Rambler d'Edward Cave.